# Таганрогский морской торговый порт

Таганро́гский морско́й торго́вый порт (ТМТП) — порт на Азовском море в городе Таганроге (Ростовская область России). Полное наименование — Акционерное общество «Таганрогский морской торговый порт».

## История создания
Порт Таганрог был основан Петром I Великим в 1698 как первая военно-морская база в истории России. В XVIII—XIX веках, порт Таганрога — крупный торговый центр.
По условиям Прутского мирного договора 1711 года, по окончании войны с Турцией, Таганрог должен был быть разрушен. Размещение российского флота на Азовском море на долгое время было запрещено.
Возрождение Таганрогской гавани, судостроительных доков и флота началось в 1769 году, в период Русско-турецкой войны 1768—1774 годов. На имевшемся старом фундаменте был возведён мол, в доках строились военные корабли. В 1784 году, в связи с присоединением за год до этого к России Крыма, и с перемещением военных судов из Таганрога в Севастополь, город Таганрог утратил значение крепости. 10 февраля 1784 года Екатерина II направила Екатеринославскому и Таврическому генерал-губернатору князю Григорию Потёмкину именной указ, в котором повелела «Таганрог крепостью более не почитать». Однако Таганрог не угас, а стал крупным морским торговым портом.
Через Таганрогский порт шла интенсивная торговля. На экспорт уходили зерно, икра, уральское железо, сибирские меха, кожи, лён и многое другое. Импортировались вина, фрукты, ткани, кофе. Наибольший объём товарооборота в то время приходился на Грецию, Италию, Францию, Великобританию, Турцию.
Темпы торговли быстро нарастали. Так, например, в 1856 г. в Таганрог пришло 2670 судов, в 1860 уже 3421 каботажное судно и больше половины судов отправлялись из Таганрога с хлебом. Город прочно удерживал позиции главного порта на юге Российской империи, превосходя по показателям грузооборота Одессу. В связи с ростом порта вскоре потребовалось увеличение числа причалов порта для обработки судов.

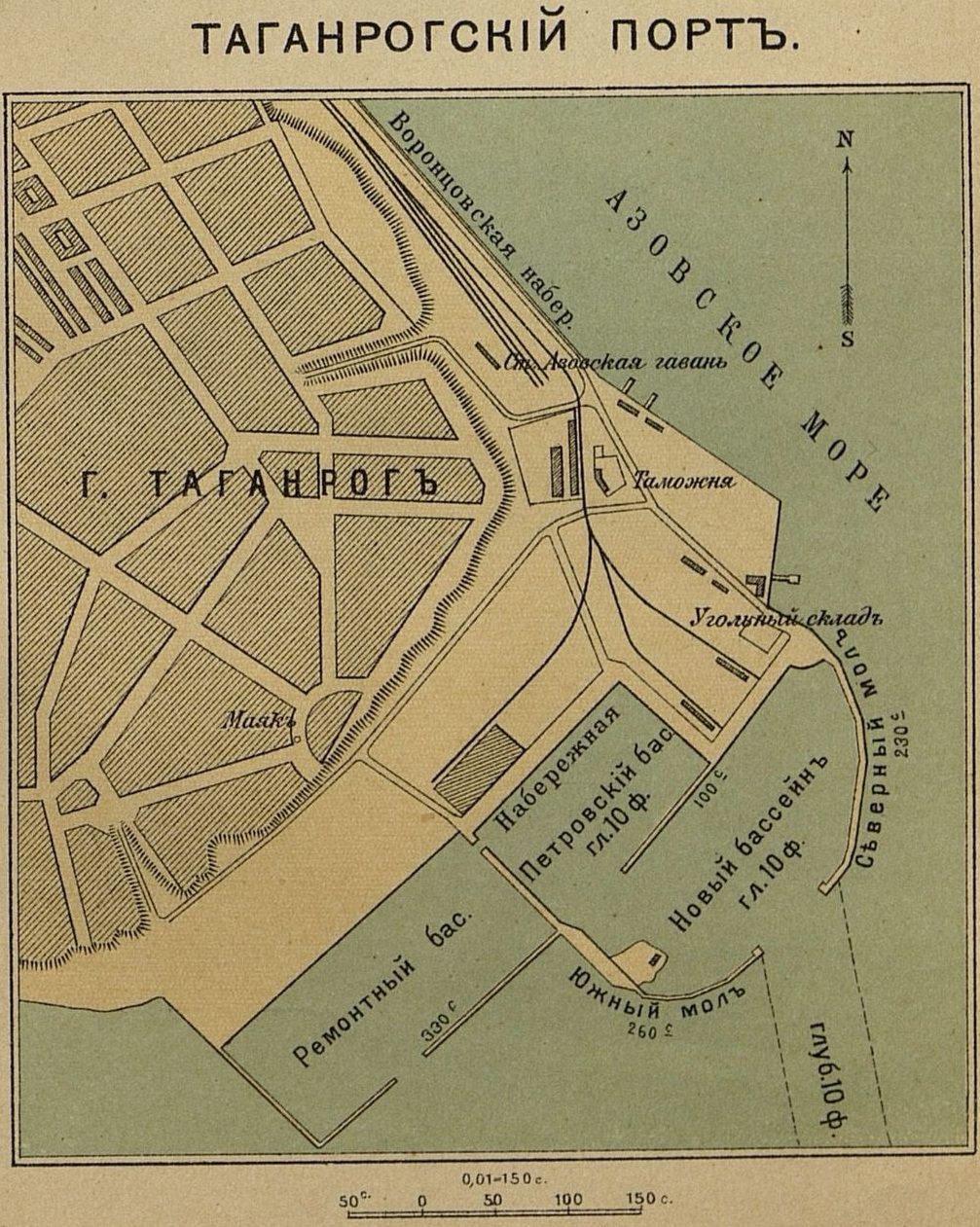
Схема порта на начало 1900-х годов

В 1876 году был построен Южный мол шириной 1,8 м и длиной 235 м. В этом же году было завершено строительство Северного мола длиной 381 м и шириной 12 м. В образовавшемся бассейне были возведены три причала. Порт продолжал развиваться. Так как малые глубины при подходе судов к порту не позволяли судам грузоподъемностью свыше 1 000 тонн заходить в гавань, был прорыт подходной канал к порту, по которому могли подходить суда с осадкой 3,2 м. (к 1971 году этот подходной канал был углублен до 5 м и продлен до 19 км).
В связи с развитием быстрыми темпами во второй половине XIX века строительства железных дорог в России, снизилось количество грузоперевозок водного транспорта. Таганрог уступал по показателям в торговле Одессе и Ростову-на-Дону.
Однако ситуация изменилась в 1896 году в связи с началом строительства котельного и металлургического заводов, а также благодаря близости города к морскому порту и возможности морских перевозок по Азовскому и Чёрным морям, Таганрог в XX веке стал промышленным центром Приазовья. Обороты таганрогского порта заметно возросли, и он стал занимать второе место в России по экспорту и шестое место по импорту товаров.
В период с 1917 по 1920 годы, в результате революционных событий и последующей гражданской войны, неоднократной смены власти в городе, работа порта практически полностью была остановлена. Портовые постройки находились в руинах, а железная дорога была захламлена.
В 1920 году Таганрогский порт перестал быть международным, поскольку крупные суда уже не могли зайти в порт из-за того, что на канале и у причалов в морском порту не проводились дноуглубительные работы.
В 1923 году порт снова начал возрождаться. Начали работать портовые ремонтные мастерские, в которых ремонтировались суда Таганрогского и других портов Азовского моря.
В период Великой Отечественной войны город и морской порт Таганрог были захвачены немецкими войсками. Большая часть конструкций морского порта была разобрана и взорвана оккупантами, гидротехнические сооружения, склады, административно-служебные здания были разрушены.
Деятельность порта была возобновлена к 50-м годам XX столетия, в нём начался ремонт боевых судов.
Постепенно порт был оснащен различными средствами малой механизации, портальными кранами «Ганц» грузоподъемностью 5 тонн, «Альбатрос» грузоподъемностью 10-20 тонн. После строительства Волго-Донского судоходного канала грузооборот порта стал расти. В последующие 20 лет в порту было возведено четыре новых причала протяженностью от 155 до 220 метров.
Позже был построен новый пассажирский причал и Морской вокзал. Для размещения грузов построено три крытых склада площадью 5250 м², для грузов открытого хранения построены складские площади 59000 м².
В 1991 году был открыт для международной торговли и захода иностранных судов.
Государству принадлежит 25,5 % акций ТМТП, более 50 % — у владельца таганрогского АПК «Каравай плюс» Александра Денисова. Владельцем акций ТМТП Денисов стал в 2003, выкупив сначала за $7,5 млн 38,9 % акций порта у «Северстальтранса», а оставшиеся скупил небольшими пакетами у менеджеров и других миноритариев. В конце февраля 2006 находящийся в федеральном розыске Денисов выставил свой пакет акций порта на продажу. Пакет купила компания Universal Cargo Logistics Holding B.V. близкая к структурам Владимира Лисина.
Порт обеспечивает круглогодичную навигацию за счет использования ледоколов. В порту имеется 7 грузовых причалов, общая протяженность причальной линии — 1143 м. Внутренняя акватория порта Таганрог ограничена Северным, Южным и Петровским молами и включает в себя три бассейна: Новый, Петровский и Ремонтная гавань. Внешняя акватория порта включает в себя Таганрогский подходной канал протяженностью 19 километров и пять мест рейдовых якорных стоянок. Проведенная в 2003—2004 реконструкция канала позволила довести проходные глубины судов, посещающих порт, до 4,7 м и принимать под обработку суда дедвейтом до 7000 т.
ТМТП принимает суда, курсирующие по Азовскому, Чёрному и Средиземному морям, а также суда типа река-море.
Основные грузы Таганрогского морского торгового порта — металл и уголь. Также имеется контейнерный терминал.
На май 2016 года уставный капитал ОАО «Таганрогский морской торговый порт» составлял 39,4 млн рублей. Его структура — 628,3 тыс. обыкновенных и 209,4 тыс. привилегированных акций номиналом 47 рублей. Основным акционером порта является UCL Port (владеет 91,63 % уставного капитала), входящий в состав международной транспортной группы UCL Holding.

## Грузооборот
| Год  | Импорт, млн.т. | Экспорт, млн.т. | Каботаж, млн.т. | Всего, млн.т. | Всего динамика, % | Примечание |
| ---- | -------------- | --------------- | --------------- | ------------- | ----------------- | ---------- |
| 1910 |                |                 |                 | 2,865         |                   |            |
| 2003 |                |                 |                 | 2,057         |                   |            |
| 2004 |                |                 |                 | 2,850         | ▲                 |            |
| 2005 |                |                 |                 | 3,043         | ▲                 |            |
| 2006 |                |                 |                 | 2,451         | ▼                 |            |
| 2007 |                |                 |                 | 3,264         | ▲                 |            |
| 2008 |                |                 |                 | 2,630         | ▼                 |            |
| 2009 |                |                 |                 | 3,026         | ▲                 |            |
| 2010 |                |                 |                 | 2,895         | ▼                 |            |
| 2011 |                |                 |                 | 3,468         | ▲                 |            |
| 2012 |                |                 |                 | 3,400         |                   |            |
| 2013 |                |                 |                 |               |                   |            |
| 2014 |                |                 |                 | 2,800         |                   |            |
| 2015 |                |                 |                 | 2,900         | ▲                 |            |
| 2016 |                |                 |                 | 2,600         | ▼                 |            |
| 2017 |                |                 |                 |               |                   |            |
| 2018 |                |                 |                 |               |                   |            |
| 2019 |                |                 |                 |               |                   |            |
| 2020 |                |                 |                 |               |                   |            |
| 2021 | 0,037          | 2,329           | 0,540           | 2,906         | -1▼               |            |

Выручка за три квартала 2005 — $8 млн, чистая прибыль — $14 000.

## Общие сведения по порту Таганрог
- Количество одновременно обрабатываемых судов — 7
- Количество грузовых причалов — 7
- Общая протяженность причальной линии — 1143 м
- Максимальная осадка судов в порту — 5,0 м
- Глубина на подходном канале — 4,5 м
- Площадь открытых складов — 45 507 м2
- Площадь крытых складских помещений — 8 968 м2
- Грузоподъемность портальных кранов — 5-32 тн.
- Норма погрузки-выгрузки на одном причале — 600—1500 тонн/сутки
- Парк автопогрузчиков грузоподъемностью — 1,5-15 тн
- Имеются контейнерные погрузчики грузоподъемностью — 25 тн
- В порту имеются 3 буксира мощностью до 600 л. с. для организации буксирных и швартовых операций.

## Руководители порта
- с 2023 по наст. время —

В. А. Чертов (генеральный директор)
- с 2009 по 2023 — С. В. Нарышкин (управляющий директор)

### Генеральные директора ОАО «ТМТП»
- с 2006 по 2009 — С. В. Нарышкин
- с 2003 по 2006 — А. Ф. Курьянов
- с 2001 по 2003 — С. В. Козлов
- с 1996 по 2001 — В. В. Морозов

### Начальники Таганрогского морского порта
- с 1986 по 1996 — Н. Н. Вальздорф
- с 1982 по 1985 — В. Г. Николаев
- с 1967 по 1981 — М. А. Окульский
- с 1961 по 1967 — Л. Н. Шунин
- с 1953 по 1961 — А. Д. Фортученко
- с 1947 по 1953 — С. С. Клейман
- с 1945 по 1947 — Ф. А. Карпов
- с 1943 по 1945 — Д. Е. Кузьмин